# Кес ван Донген
Кес ван Донген (нід. Kees van Dongen; 26 січня 1877, Дельфсгавен — 28 травня 1968, Монте-Карло) — нідерландський та французький художник, один із засновників фовізму.

## Життєпис
Народився 26 січня 1877 року в Дельфсгавені поблизу Роттердама (Нідерланди). Справжнє ім'я Корнеліс Теодор Марія ван Донген. У 1892–1897 роках навчався в Королівській Академії мистецтв (Роттердам). Заробляв на життя, оприлюднюючи іронічні, часом епатажні замальовки місцевого порту, злочинних місць і притонів в місцевих газетах «Груні» та «Роттердам ньювсблад». Від цього періоду у творчості ван Донгена залишилися численні замальовки сцен за участю матросів і повій, зроблені художником в міському кварталі червоних ліхтарів. У 1895 році разом з Яном Крилдером ілюструє голландське видання праці Петра Кропоткіна «Анархія».
З 1899 року ван Донген влаштувався в Парижі, регулярно беручи участь в різних авангардних виставках. Як художник-новатор, ван Донген брав участь у різних художніх рухах, зокрема фовізмі та експресіонізмі. Впливи обох цих течій помітні у використанні звучних чистих кольорів в його картинах.
У 1901 році одружився з художницею Августою Прейтінгер, від якої мав сина та доньку. У 1905 році ван Донген брав активну участь в роботі виставки фовістів на Осінньому салоні (Париж). Десь з 1907 року стає прихильником екстравагантного стилю життя, чому сприяв досягнутий ним успіх. З 1908 року був одним з учасників німецького об'єднання художників-експресіоністів «Міст». У 1914–1918 роках мешкав в Роттердамі.
Під час Першої світової війни перебував у Парижі. У 1921 році розлучається з дружиною. У 1926 році він став кавалером французького ордена Почесного легіону, а 1927 року — нагороджений орденом Корони Бельгії на знак визнання його внеску у мистецтво. У 1929 році Кес ван Донген отримав французьке громадянство.
У 1938 року став жити в цивільному шлюбі з Марі-Клер Юген (одружився з нею у 1953 році), від якої мав сина Жана-Марі. У 1941 році разом з іншими французькими скульпторами та художниками здійснив подорож до Німеччини (в подальшому це стало приводом звинуватити ван Донгена у колаборанстві).
З 1949 року став проводити зимові місяці у Монте-Карло. З 1957 року остаточно перебирається до Монте-Карло. Помер Кес ван Донген 28 травня 1968 року в Монте-Карло.

## Творчість
Кес ван Донген відомий картинами, присвяченими багатій «сучасній жінці», зануреній у світ домашньої млості, моди та розваг. До ранніх картин ван Донгена відносять полотна «Жінка в крислатому капелюсі», «Червона танцівниця», «Дама в чорних рукавичках», «Танцююча Кармен Вінсент», де узагальнені фігури, особи натурниць і дам напівсвіту намічені помітними колірними акцентами і ритмами. Роботам цього періоду притаманне потужне мальовниче новаторство, яке мали великий резонанс в мистецтві Європи.
У роки, що передували Першій світовій війні, ван Донген малював картини із шаленим темпераментом. Жіноча модель була його улюбленою темою: він продовжував писати як оголені фігури, так і портрети.
В міжвоєнний період стиль ван Донгена значно змінився. Творчість художника стало свого роду «авангардним салоном», де домінували великі замовні портрети або символічні картини, повні великосвітського, майже кітчевого шику («Танго з архангелом»).
Пізні роботи художника («Портрет Бріджит Бардо», тодішньої кінозірки, 1958 року) користувалися комерційним успіхом, однак мало нагадували про еротизм і яскраві фарби початку його кар'єри.